# Kanton Saint-Julien-l’Ars
Der Kanton Saint-Julien-l’Ars war bis 2015 ein französischer Wahlkreis im Arrondissement Poitiers, im Département Vienne und in der Region Poitou-Charentes; sein Hauptort war Saint-Julien-l’Ars. Vertreter im Generalrat des Départements war zuletzt von 2011 bis 2015 Xavier Moinier (PS).
Der Kanton Saint-Julien-l’Ars war 211,45 km² groß und hatte 12.575 Einwohner (Stand: 2006), was einer Bevölkerungsdichte von rund 59 Einwohnern pro km² entsprach. Er lag im Mittel 124 Meter über Normalnull, zwischen 55 Metern in La Chapelle-Moulière und 141 Metern in Bonnes.

## Gemeinden
Der Kanton bestand aus elf Gemeinden:
| Gemeinde             | Einwohner Jahr | Fläche km² | Bevölkerungsdichte | Code INSEE | Postleitzahl |
| -------------------- | -------------- | ---------- | ------------------ | ---------- | ------------ |
| Bignoux              | 1.043 (2013)   | 14,52      | 72 Einw./km²       | 86028      | 86800        |
| Bonnes               | 1.748 (2013)   | 34,35      | 51 Einw./km²       | 86031      | 86300        |
| La Chapelle-Moulière | 662 (2013)     | 17,04      | 39 Einw./km²       | 86058      | 86210        |
| Jardres              | 1.253 (2013)   | 20,74      | 60 Einw./km²       | 86114      | 86800        |
| Lavoux               | 1.123 (2013)   | 15,03      | 75 Einw./km²       | 86124      | 86800        |
| Liniers              | 563 (2013)     | 16,19      | 35 Einw./km²       | 86135      | 86800        |
| Pouillé              | 632 (2013)     | 13,96      | 45 Einw./km²       | 86198      | 86800        |
| Saint-Julien-l’Ars   | 2.491 (2013)   | 18,46      | 135 Einw./km²      | 86226      | 86800        |
| Savigny-Lévescault   | 1.120 (2013)   | 22,14      | 51 Einw./km²       | 86256      | 86800        |
| Sèvres-Anxaumont     | 2.016 (2013)   | 15,49      | 130 Einw./km²      | 86261      | 86800        |
| Tercé                | 1.115 (2013)   | 23,53      | 47 Einw./km²       | 86268      | 86800        |